# Ricky Jay
Ricky Jay, nome d'arte di Richard Jay Potash (New York, 26 giugno 1946 – Los Angeles, 24 novembre 2018), è stato un illusionista, attore e scrittore statunitense.
Esperto in giochi di abilità e noto per i trucchi di carte, per il lancio delle carte, i giochi di memoria e i giochi di parole, nel 2002 si sposò con la produttrice Chrisann Verges.

## Biografia
Jay nacque a Brooklyn, New York, da una famiglia ebraica borghese, figlio di Shirley Katz e Samuel Potash. Il nonno, Max Katz, era un commercialista affermato nonché prestigiatore dilettante che avviò Jay alla professione. Almeno due dei suoi show, Ricky Jay and His 52 Assistants e On the Stem, erano diretti da David Mamet, che ha anche diretto Jay in un certo numero di suoi film. Jay ha anche lavorato con altri registi, soprattutto con Paul Thomas Anderson in Boogie Nights e Magnolia, in The Prestige e nella prima serie di HBO Deadwood, dove ha interpretato il personaggio di Eddie Sawyer.
Fino a poco tempo fa, Jay era ricordato nel Guinness dei primati per aver lanciato una carta da gioco alla distanza di 58 metri (190 piedi) alla velocità di 145 km/h (90 miglia/ora). Ricky Jay era in grado di lanciare una carta da gioco nella buccia di una anguria (che egli descrive come "lo spesso e pachidermico strato esterno dell'anguria", del "più prodigioso dei frutti commestibili") dalla distanza di dieci passi. Jay creò una società di consulenza, Deceptive Practices, che fornisce "conoscenze arcane su basi conosciute". I clienti della sua società sono spesso personaggi dello spettacolo, della televisione, e dell'industria cinematografica. Ha lavorato sulle raccolte di musei e biblioteche, compresa la Mulholland Library of Conjuring, Allied Arts ed il Museum of Jurassic Technology di Culver City, in California.

## Libri
Jay è autore di diversi libri:
- Extraordinary Exhibitions: The Wonderful Remains of an Enormous Head, The Whimsiphusicon & Death to the Savage Unitarians - una collezione di manoscritti del XVII, XVIII e XIV secolo[2]
- Jay's Journal of Anomalies
- Dice: Deception, Fate, and Rotten Luck
- Learned Pigs and Fireproof Women
- Cards As Weapons
- Ricky Jay Plays Poker
- Matthias Buchinger "The Greatest German Living" ISBN 978-1-938221-12-5

## Filmografia

### Cinema
- La casa dei giochi (House of Games), regia di David Mamet (1987)
- Le cose cambiano (Things Change), regia di David Mamet (1988)
- Homicide, regia di David Mamet (1991)
- La formula (The Spanish Prisoner), regia di David Mamet (1997)
- Boogie Nights - L'altra Hollywood (Boogie Nights), regia di Paul Thomas Anderson (1997)
- Il domani non muore mai (Tomorrow Never Dies), regia di Roger Spottiswoode (1997)
- Mystery Men, regia di Kinka Usher (1999)
- Magnolia, regia di Paul Thomas Anderson (1999)
- Hollywood, Vermont., regia di David Mamet (2000)
- Heartbreakers - Vizio di famiglia (Heartbreakers), regia di David Mirkin (2001)
- Il colpo (Heast), regia di David Mamet (2001)
- Incident at Loch Ness, regia di Zak Penn (2004)
- Last Days, regia di Gus Van Sant (2005)
- The Prestige, regia di Christopher Nolan (2006)
- The Great Buck Howard, regia di Sean McGinly (2008)
- Redbelt, regia di David Mamet (2008)
- The Brothers Bloom, regia di Rian Johnson (2008)
- The Automatic Hate, regia di Justin Lerner (2015)

### Televisione
- The Ranger, the Cook and a Hole in the Sky (1995) - Film TV
- X-Files (The X-Files) - serie TV, episodio 8x07 (2000)
- Deadwood - serie TV, 10 episodi (2004)
- Kidnapped - serie TV, 4 episodi (2006-2007)
- The Unit - serie TV, 4 episodi (2007-2009)
- FlashForward - serie TV, 3 episodi (2009-2010)
- Lie to Me - serie TV, episodio 2x09 (2009)
- Sneaky Pete - serie TV, 8 episodi (2019) - postumo

## Programmi televisivi
- The Tonight Show con Johnny Carson (16 ottobre 1970)
- Saturday Night Live (1977)
- Learned Pigs and Fireproof Women - speciale di un'ora per la TV Americana (1989)
- Simon Drake's Secret Cabaret per la televisione inglese
- Ricky Jay and His 52 Assistants - versione ridotta del suo show Off-Broadway, registrato per HBO (1996)
- Hustlers, Hoaxsters, Pranksters, Jokesters and Ricky Jay (1996)
- MythBusters - Episodio 20, Exploding Jawbreaker, Static Cannon, Deadly Playing Cards. Dimostrazione di lancio delle carte (2003)
- I racconti della cripta

## Doppiatori italiani
Nelle versioni in italiano delle opere in cui ha recitato, Ricky Jay è stato doppiato da:
- Bruno Alessandro ne Il domani non muore mai, Hollywood, Vermont., Deadwood, Lie To Me
- Angelo Nicotra in Boogie Nights - L'altra Hollywood, The Prestige
- Paolo Lombardi in FlashForward, Sneaky Pete
- Claudio Fattoretto in Le cose cambiano
- Ugo Maria Morosi in La formula
- Carlo Sabatini in Mystery Men
- Marco Mete in Magnolia
- Mario Bombardieri in Heartbreakers - Vizio di famiglia
- Elio Pandolfi ne Il colpo
- Paolo Marchese in Last Days
- Giorgio Lopez in Redbelt